# Fallin’ (Adrenaline)
Fallin’ (Adrenaline) (ursprünglich Fallin’) ist ein Song der US-amerikanischen Boygroup Why Don’t We. Er wurde am 29. September 2020 als erste Single ihres zweiten Albums The Good Times and the Bad Ones veröffentlicht. Er erreichte Platz 37 in den amerikanischen Billboard-Charts.

## Inhalt
In dem Song geht es, wie der Titel sagt, um das Wort „fallen“ und um die verschiedenen Bedeutungen. Im Refrain geht es um das Gefühl auf einer Bühne vor einem großen Publikum aufzutreten. Why Don’t We sagt dazu, dass sich dieser Moment für sie irgendwie auch wie fallen anfühlt.
Der Song hieß ursprünglich Fallin’. Der Titel wurde dann in Fallin’ (Adrenaline) geändert, um eine Verwechslung mit dem Song Falling von ihrem ersten Album 8 Letters zu vermeiden, welchen die Band in Can't You See umbenannte.

## Besetzung
- Lead-/Background Vocals – Daniel Seavey, Jonah Marais, Corbyn Besson, Zach Herron, Jack Avery
- Autoren – Daniel Seavey, Jonah Marais, Corbyn Besson
- Intro-Sample – Black Skinhead
- Schlagzeug Programmierung – Daniel Seavey, Jaycen Joshua, Mike Seaberg
- Keyboards & Synthesizer – Daniel Seavey
- Gitarren – Daniel Seavey, Brent Paschke[2]

## Rezeption

### Charts und Chartplatzierungen
| ChartsChartplatzierungen       | Höchstplatzierung | Wochen |
| ------------------------------ | ----------------- | ------ |
| Vereinigte Staaten (Billboard) | 37 (1 Wo.)        | 1      |

### Auszeichnungen für Musikverkäufe
| Land/Region               | Auszeichnungen für Musikverkäufe (Land/Region, Auszeichnung, Verkäufe) | Verkäufe |
| ------------------------- | ---------------------------------------------------------------------- | -------- |
| Vereinigte Staaten (RIAA) | Gold                                                                   | 500.000  |
| Insgesamt                 | 1× Gold ·                                                              | 500.000  |